# Yu Yang (calciatore)
Yu Yang (于洋S, Yú YángP; Tientsin, 6 agosto 1989) è un calciatore cinese, ex difensore.

## Carriera

### Club
Ha giocato nella prima divisione cinese.

### Nazionale
Ha partecipato alla Coppa d'Asia 2019.